# Ignacio Zoco

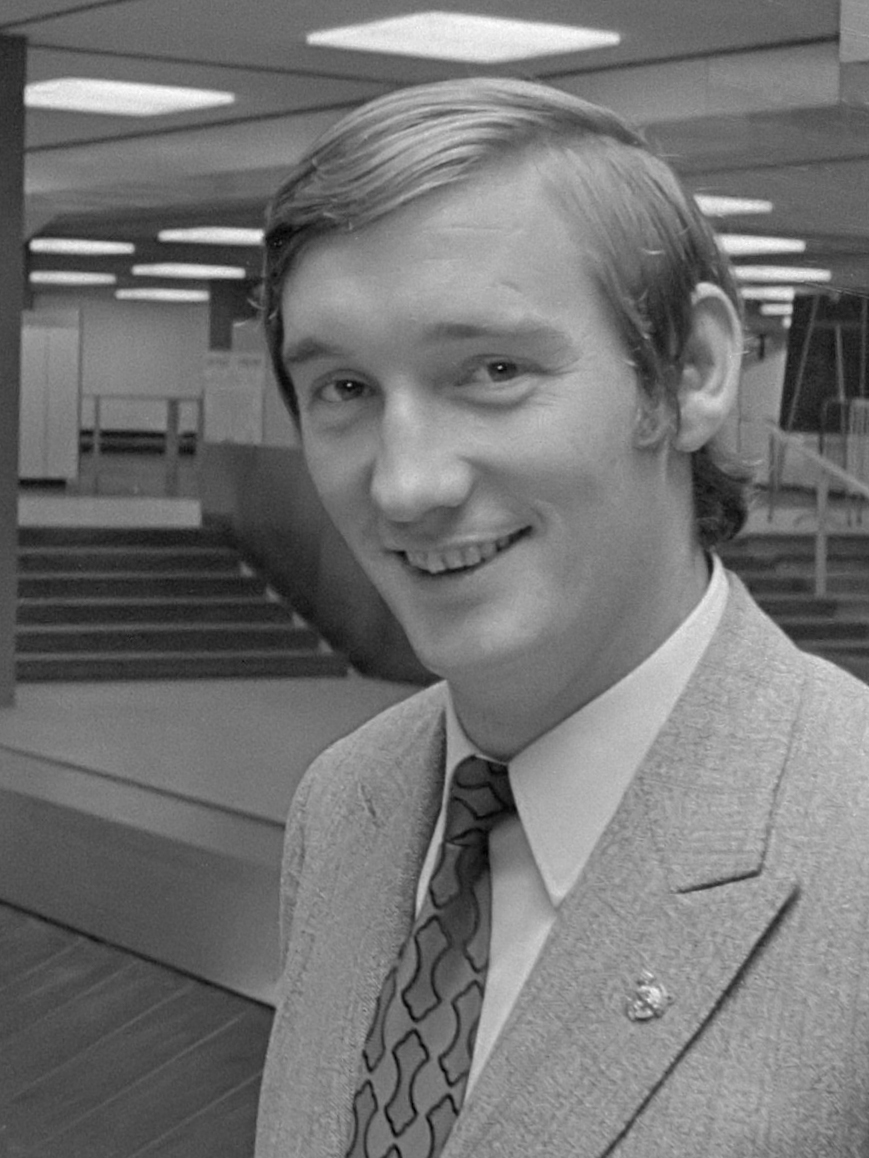
Ignacio Zoco (1971)

Ignacio Zoco Esparza, né le 31 juillet 1939 à Garde, en Espagne et mort le 28 septembre 2015 à Madrid (Espagne)
, est un footballeur espagnol.
Capable de jouer comme défenseur et milieu de terrain défensif, il réalise la majeure partie de sa carrière au Real Madrid, avec lequel il remporte de nombreux titres. En 1964, il remporte comme titulaire le championnat d'Europe avec la sélection espagnole.

## Biographie

### En club
Né à Garde, en Navarre, Zoco est footballeur au CD Oberena (en), un club amateur de Pampelune. Il y est repéré en 1959 par le CA Osasuna, le grand club de la ville. Prêté les premiers mois au CD Iruña, en D3, il fait ses débuts en première division espagnole le 10 janvier 1960. Il devient titulaire au sein d'une équipe qui n'évite pas la relégation en fin de saison, mais retrouve l'élite dès 1961, ce qui permet de faire ses débuts en sélection nationale.
Pendant l'été 1962, Zoco est transféré au Real Madrid. Il joue peu la première saison avant de s'imposer progressivement. Joueur « vaillant et calme », il fait partie de la fameuse génération « Yé-yé » du Real, qui domine le football espagnol dans les années 1960. Il remporte en sept saisons six titres de champion d'Espagne (en 1963, 1964, 1965, 1967, 1968, 1969), ainsi que la Coupe d'Europe des clubs champions en 1966 face au FK Partizan (il en dispute également la finale en 1964, perdue face à l'Inter Milan). Lors de la saison 1965-1966, au cours de laquelle il joue arrière droit, il ne manque pas une seule minute de jeu en championnat et dispute les neuf matchs européens.
Après 1969, l'équipe madrilène décline un peu. Zoco remporte deux fois la Coupe d'Espagne en 1970 et 1974, et un septième titre de champion d'Espagne en 1972. Les Espagnols atteignent la finale de la Coupe d'Europe des vainqueurs de coupe en 1971, mais s'y inclinent face au Chelsea FC en deux matchs - Zoco ayant égalisé à la dernière minute lors de la première finale.
Zoco se retire en juin 1974, à 35 ans, après 438 rencontres disputées pour le Real Madrid depuis 1962 toutes compétitions confondues (384 si l'on s'en tient au championnat et aux compétitions européennes).

### En sélection
En avril 1961, alors qu'il joue en D2 espagnole, Zoco est sélectionné à 21 ans en équipe B d'Espagne. Quelques jours plus tard, il fait ses débuts en sélection A contre le pays de Galles et joue plusieurs fois en 1961.
En 1964, il fait partie de la sélection espagnole victorieuse, à Madrid, du championnat d'Europe des nations, et apparaît dans l'équipe-type honorée en fin de tournoi.
En 1966, il participe à la Coupe du monde organisée en Angleterre. Lors de la compétition, il dispute les trois matchs de l'Espagne, contre l'Argentine, la Suisse et la RFA. Il est capitaine lors de ce dernier match (perdu 1-2), en remplacement de Francisco Gento.
Après deux ans sans sélection, il fait son retour en quart de finale du Championnat d'Europe de 1968, perdu face à l'Angleterre, championne du monde en titre. Il honore sa 25e et dernière sélection en février 1969, lors d'un match éliminatoire de la Coupe du monde de 1970 perdu contre la Belgique.

### Après carrière
Après sa retraite sportive, il est délégué aux sports au sein du gouvernement de Navarre avec l'étiquette de l'Union du centre démocratique (UCD).
Il rejoint par la suite le Real Madrid, notamment auprès de l'association des anciens joueurs. En 1994, il devient le délégué de match du club madrilène, en remplacement de Miguel Ángel González, un poste qu'il occupe jusqu'en 1998.